# Quechultenango
Quechultenango es una localidad del estado mexicano de Guerrero, cabecera del municipio de homónimo. 

## Toponimia
El nombre Quechultenango proviene del náhuatl y admite varias interpretaciones: "lugar de murallas preciosas", "pájaros de pluma rica" y "lugar de aves de hermoso plumaje".

Cecilio Robelo, en su obra «Toponimia Tarasco-Hispano-Nahoa» señala que la palabra Quechulla significa "lugar de plumas".

## Geografía
La localidad está ubicada en la posición 17°24′33″N 99°14′27″O / 17.40917, -99.24083, a una altitud de 860 m s. n. m., y a una distancia de 38 km de Chilpancingo, capital del estado.
Según la clasificación climática de Köppen, el clima corresponde al tipo Aw - Tropical seco.

## Demografía
En 2020 la población de Quechultenango es de 7214 habitantes lo que representa un incremento promedio de 2.4% anual en el período 2010-2020 sobre la base de los 5720 habitantes registrados en el censo anterior. Ocupa una superficie de 2.091 km², lo que determina al año 2020 una densidad de 3450 hab/km².
| Gráfica de evolución demográfica de Quechultenango entre 2000 y 2020 |
|                                                                      |
| Fuente: Instituto Nacional de Estadística Geografía e Informática    |

En el año 2010 estaba clasificada como una localidad de grado alto de vulnerabilidad social.
La población de Quechultenango está mayoritariamente alfabetizada (9.62% de personas analfabetas al año 2020) con un grado de escolarización en torno de los 8 años. El 4.48% de la población es indígena.